# Vertrag von Washington (1834)
Der Vertrag von Washington war ein am 24. Mai 1834 in Washington, D.C. geschlossener Vertrag zwischen den indianischen Chickasaw und der Regierung der Vereinigten Staaten von Amerika. Zweck des Vertrags war eine Erweiterung des vorangegangenen Vertrages von Pontotoc aus dem Jahre 1832, in dem die Abtretung der Stammesgebiete der Chickasaw an die Vereinigten Staaten festgelegt wurde. Nach Abschluss des Washingtoner Vertrags erlangte der Vertrag von Pontotoc mit einigen Nebenbedingungen durch den ergänzenden Vertrag seine Gültigkeit.

## Vorgeschichte
Im Landabtretungsvertrag von Pontotoc wurden nach Ansicht der Chickasaw diverse finanzielle und soziale Belange des Stammes nicht ausreichend berücksichtigt. Zunächst wurden diese nachträglichen Forderungen von der US-Regierung abgelehnt. Nachdem die Abtretung der Gebiete bereits geregelt war, verzögerte sich die Umsiedlung der Chickasaw immer wieder. Der Druck der weißen Siedler, die auf das Land der Chicksaw spekulierten, wurde zunehmend höher und die Regierung öffnete sich gegenüber den Forderungen der Chickasaw, um deren Umsiedlung in das Indianer-Territorium mit Hilfe einiger Zugeständnisse zu beschleunigen.

## Vereinbarungen des Vertrages
Die getroffene Vereinbarung betraf insbesondere die Größe der den einzelnen Chickasaw-Familien zugeteilten Parzellen in Mississippi, Alabama und Tennessee. Die Parzellen wurden vergrößert, Großfamilien und Sklavenbesitzer erhielten mehr Land zugeteilt, die Erlöse aus diesem zusätzlich bei der Umsiedlung zu verkaufenden Land sollten in einen Fonds der Chicksaw fließen, mit dem die Kosten der Reise in den Westen gedeckt werden sollten. Darüber hinaus erhielten Waisen eine halbe Parzelle, der Verkaufserlös sollte ihrem Lebensunterhalt dienen.

## Folgen
Mit Unterzeichnung des Vertrages kam der vorangegangene Vertrag zur Geltung. Nach mehreren Expeditionen in den Jahren zwischen 1832 und 1837 scheiterten mehrfach die Verhandlungen mit den Choctaw, in deren von der Regierung zugeteiltem Abschnitt des Indianerterritoriums das bevorzugte Siedlungsgebiet der Chickasaw lag. Auf Druck der Regierung, die versuchte die Umsiedlung zu beschleunigen, schlossen die Chickasaw und die Choctaw trotz ihrer gespannten Beziehungen den Vertrag von Doaksville. In der am 17. Januar 1837 unterschriebenen Vereinbarung erhielten die Chickasaw gegen Zahlung von 530.000 Dollar das Recht, im Westen des Choctaw-Gebietes, dem heutigen Südwesten Oklahomas, zu siedeln. Die ursprünglichen Pläne der Chickasaw, das Land zwecks Aufbau einer souveränen Gesellschaft zu kaufen, wurden dadurch vereitelt. Sie erhielten das Gebiet nur als Leihgabe, zusätzlich wurde ihnen die Vertretung ihrer Interessen im Rat der Choctaw gestattet. Die Umsiedlung der Chickasaw fand im Sommer 1837 statt und gilt heute als eine Vertreibung im Zusammenhang mit dem Pfad der Tränen, bei dem die Fünf zivilisierten Stämme nach Oklahoma deportiert wurden.